# Crusaders de Cleveland
Pour les articles homonymes, voir Crusaders (homonymie).
Les Crusaders de Cleveland sont une franchise de hockey sur glace qui évolua dans l'Association mondiale de hockey à Cleveland, dans l'Ohio, aux États-Unis de 1972 à 1976.

## Historique
L'équipe est créée sous le nom de Broncos de Calgary mais ne joue pas un seul match dans l'AMH. En effet, peu de temps avant le début de la première saison de la ligue, l'équipe de Calgary dépose le bilan et sa place est alors occupée par les Crusaders.
En 1976, par un jeu de dominos, la franchise est déménagée à Saint-Paul dans le Minnesota pour devenir la seconde incarnation des Fighting Saints du Minnesota à la suite du départ des Golden Seals de la Californie, de la Ligue nationale de hockey, qui déménagent à Cleveland pour devenir les Barons de Cleveland.

## Statistiques
| No | Saison    | PJ | V  | D  | N | BP  | BC  | Pts | Classement            | Séries éliminatoires | Entraîneur             |
| -- | --------- | -- | -- | -- | - | --- | --- | --- | --------------------- | -------------------- | ---------------------- |
| 1  | 1972-1973 | 78 | 43 | 32 | 3 | 287 | 239 | 89  | 2e de la division Est | Éliminés au 2e tour  | Bill Needham           |
| 2  | 1973-1974 | 78 | 37 | 32 | 9 | 266 | 264 | 83  | 3e de la division Est | Éliminés au 1er tour | Bill Needham           |
| 3  | 1974-1975 | 78 | 35 | 40 | 3 | 236 | 258 | 73  | 2e de la division Est | Éliminés au 1er tour | John Hanna Jack Vivian |
| 4  | 1975-1976 | 80 | 35 | 40 | 5 | 273 | 279 | 75  | 2e de la division Est | Éliminés au 1er tour | Johnny Wilson          |